# Supermarine Scapa
Le Supermarine Scapa était un hydravion de reconnaissance générale britannique, utilisé par la Royal Navy entre 1935 et 1939.
Construit par Supermarine Aviation Works (Vickers), Ltd., il fut conçu à partir du Southampton et forma la base de développement pour le futur Stranraer.

## Conception et développement
Après avoir effectué des expérimentations avec des hydravions à trois moteurs (les Nanok/Solent/Southampton X), l'ingénieur en chef de Supermarine, Reginald Mitchell, décida que le concept hydrodynamique réussi qui avait été développé pour le bimoteur Southampton servirait de plateforme de départ pour l'avion suivant.
Un prototype, désigné Southampton IV, fut construit. Il possédait une coque qui se montra même encore meilleure pendant les essais effectués en réservoir. Une spécification du Ministère de l'Air britannique (Air Ministry) fut reçue en novembre 1931. Le pilote d'essai Joseph « Mutt » Summers effectua le premier vol le 8 juillet 1932. Le nom de l'avion avait entre-temps été changé en « Scapa ».
Quinze exemplaires su Scapa furent construits, avant que la production ne soit transférée sur une version plus puissante, le Stranraer.

## Caractéristiques
La coque du Scapa était une structure entièrement métallique. Les ailes et les surfaces de queue étaient recouvertes de tissu. Les deux moteurs V12 Rolls-Royce Kestrel étaient montés dans des nacelles suspendues sous l'aile supérieure, et deux dérives étaient placées à mi-longueur de chacun des plans horizontaux arrières.
Comme sur le Southampton, il y avait trois emplacements pour les postes de mitrailleurs défensifs : un dans le nez et deux installés vers le milieu du fuselage. Ces postes étaient chacun dotés d'une mitrailleuse Lewis Mark I de 7,7 mm (calibre .303 British), fixée sur un pivot lui donnant un champ de tir important.

## Utilisateurs
- Royaume-Uni :
  - Royal Air Force :
    - No. 202 Squadron RAF ;
    - No. 204 Squadron RAF ;
    - No. 228 Squadron RAF ;
    - No. 240 Squadron RAF.